# Битва при Кресенбрунне
Битва при Кресенбрунне — решающее сражение между Богемским и Венгерским королевствами за обладание Штирией и Австрийским герцогством, произошедшее в июле 1260 года. Предводителем чешских войск был король Пржемысл Отакар II, а венгерских — король Бела IV.

## Предпосылки
В 1250 году желая урегулировать вопрос престолонаследия, австрийские дворяне избрали герцогом Австрии Пржемысла Отакара II. Отакар II вступил в Вену и в феврале 1252 году женился на пожилой уже Маргарите Бабенберг, старшей сестре последнего австрийского герцога и вдове германского короля Генриха VII Гогенштауфена. Однако Гертруда, племянница Маргариты, также имеющая права на австрийский престол, вышла в это том же году замуж за Романа, сына Даниила Галицкого, поддерживаемого венгерским королём. В результате началась длительная война за престол между Чехией и Венгрией. Войска Даниила Галицкого вторглись в Чехию, а венгерская армия в Штирию. Пржемысл Отакар II был разбит у Опавы, однако Даниил Галицкий вскоре вышел из войны. В 1254 году между Чехией и Венгрией был заключён мирный договор, предусматривающий признание Отакара II герцогом Австрии и передающий Штирию Венгрии.
В 1260 году сословия Штирии восстали против венгерской власти, чем и решил воспользоваться король Отакар II, дабы заполучить власть над Штирией.

## Две версии битвы
Войско Отакара II состояло из чехов, немцев, поляков, а также сил Штирии и Каринтии. Состав армии Белы IV был следующий: венгры и секеи, половцы, галичане, русские, булгары, боснийцы, сербы, валахи и печенеги.
Противники встретились на реке Морава, находясь на разных берегах. Никто не решался перейти реку. Отакар предложил Беле, что богемское войско отойдет от берега, а в это время венгры переправятся через реку. Дальнейшие события описываются по-разному, в зависимости от того, на чьей стороне был источник.
- Чешский вариант.

В то время, как чешские войска отступали, а венгерские переправлялись через реку, сын Белы Иштван начал атаку лагеря легкой кавалерии богемцев, надеясь застать армию Отакара врасплох. Тяжелая пехота чехов под предводительством Яроша из Подегуса отбила атаку Иштвана, а подоспевшие основные силы богемцев обратили форсирующую Мораву армию Белы в бегство.
- Венгерский вариант.

Отакар II не сдержал своё обещание о перемирии и напал на переправляющихся венгров в прибрежной зоне, легко победив и обратив их в бегство.
Хроника битвы скорее всего оперирует преувеличенными цифрами участников сражения (100 000 человек со стороны Отакара II и 140 000 со стороны Белы IV), но, вероятно, это действительно было одно из крупнейших средневековых сражений.

## Последствия
Впоследствии Венгрия отказалась от прав на Штирию (первый Пресбургский мир, 1271 год), а Бела IV даже выдал замуж за Отакара II свою внучку Кунигунду Ростиславовну, однако наследники венгерского короля не оставили притязаний на земли Богемии.